# یسبرگ
یسبرگ (به آلمانی: Jesberg) یک شهر در آلمان است که در شوالم-ادر واقع شده‌است. یسبرگ ۲٬۶۲۲ نفر جمعیت دارد.